# Затрубье-Лебеды
Затру́бье-Лебеды, ранее Затру́бье, Тру́ба (эст. Truba) — деревня в Печорском районе Псковской области России. Входит в состав городского поселения «Печоры».
Расположена на северо-западе района, в 11 км к юго-востоку от центра района и городского поселения, города Печоры.
До 2005 года входила в состав ныне упразднённой Печорской волости.
Входит в состав нулка Ирбоска исторической области Сетумаа.

## Население
Численность населения деревни составляет 56 жителей (2000 год).
| 2001 | 2002 | 2010 |
| ---- | ---- | ---- |
| 56   | ↘42  | ↘40  |

- Музыкант Юрий Ваназе из деревни Труба, 1912 год
- Юрий Ваназе играет на рожке, 1912 год
- «Певчая мать» сету Марфа Теппо. Деревня Труба, 1912 год